# Electra Heart
Electra Heart este al doilea album de studio al cântăreței Marina Diamandis, cunoscută profesional ca Marina and the Diamonds. Acesta a fost lansat pe data de 27 aprilie 2012 de 679 Artists și Atlantic Records. Diamandis a colaborat cu producători, inclusiv Liam Howe, Greg Kurstin, Dr. Luke, Diplo, și StarGate timpul înregistrării sale, și, ulterior, a trecut de la noi stiluri muzicale de-a lungul ei de la albumul de debut The Family Jewels (2010). Eforturile lor a dus la un album conceptual inspirat de muzica electropop, o abatere distinctă de proiectele sale anterioare; conținutul său liric este unită de subiectele de iubire și de identitate. Diamandis a creat personajul titular "Electra Heart" pentru a reprezenta arhetipuri feminine ale culturii americane stereotip.

## Single-uri
„Primadonna” a fost primul single de pe album și publicat în format digital în Statele Unite pe data de 20 martie 2012, și a fost lansat oficial pe data de 16 aprilie. În plus, single-ul a fost deja trimis ca o previzualizare pe BBC Radio în 12 martie. "Primadonna" este primul single a lui Marina care să fie certificat disc de argint în Marea Britanie pentru aproximativ 200.000 de exemplare vândute. Devine, de asemenea un certificat de platină în Irlanda, Noua Zeelandă, Australia și Danemarca.
„Power & Control” este al doilea single si a fost lansat pe data de 22 iulie 2012, cu toate acestea, disponibil numai pentru Marea Britanie și Irlanda, care ar putea fi clasificat numai la poziția 193 în UK Singles Chart.
„How to Be a Heartbreaker” este lansat pe cale digitală, care se clasează în unele diagrame europene. How To Be a Heartbreaker marcheaza debutul cantareaței in topurile finlandeze și alea suedeze (ultimul single care a intrat în sverigetopplistan a fost I Am Not a Robot).

## Lista pieselor
| Electra Heart – Standard version |                         |                                                    |                       |         |  |
| Nr.                              | Titlu                   | Autor(i)                                           | Producer(s)           | Lungime |  |
| 1.                               | „Bubblegum Bitch”       | Marina Diamandis Rick Nowels                       | Nowels Dean Reid      | 2:34    |  |
| 2.                               | „Primadonna”            | Diamandis Julie Frost Łukasz Gottwald Henry Walter | Dr. Luke Cirkut       | 3:41    |  |
| 3.                               | „Lies”                  | Diamandis Gottwald Thomas Pentz Walter             | Dr. Luke Cirkut Diplo | 3:46    |  |
| 4.                               | „Homewrecker”           | Diamandis Nowels                                   | Nowels                | 3:22    |  |
| 5.                               | „Starring Role”         | Diamandis Greg Kurstin                             | Kurstin               | 3:27    |  |
| 6.                               | „The State of Dreaming” | Diamandis Devrim Karaoğlu Nowels                   | Nowels Karaoğlu       | 3:36    |  |
| 7.                               | „Power & Control”       | Diamandis Steve Angello                            | Kurstin               | 3:46    |  |
| 8.                               | „Living Dead”           | Diamandis Kurstin                                  | Kurstin               | 4:04    |  |
| 9.                               | „Teen Idle”             | Diamandis                                          | Liam Howe             | 4:14    |  |
| 10.                              | „Valley of the Dolls”   | Diamandis Karaoğlu Nowels                          | Nowels Karaoğlu       | 4:13    |  |
| 11.                              | „Hypocrates”            | Diamandis Nowels                                   | Nowels Karaoğlu       | 4:01    |  |
| 12.                              | „Fear and Loathing”     | Diamandis                                          | Howe                  | 6:07    |  |
| Lungime totală:                  | Lungime totală:         | Lungime totală:                                    | Lungime totală:       | 46:51   |  |

| Electra Heart – Deluxe version (bonus tracks) |                      |                                                                            |                             |         |  |
| Nr.                                           | Titlu                | Autor(i)                                                                   | Producer(s)                 | Lungime |  |
| 13.                                           | „Radioactive”        | Diamandis Mikkel S. Eriksen Tor Erik Hermansen Fabian Lenssen Clyde Narain | StarGate DJ Chuckie Lenssen | 3:47    |  |
| 14.                                           | „Sex Yeah”           | Diamandis Kurstin                                                          | Kurstin                     | 3:46    |  |
| 15.                                           | „Lonely Hearts Club” | Diamandis Ryan Rabin Ryan McMahon                                          | Captain Cuts                | 3:01    |  |
| 16.                                           | „Buy the Stars”      | Diamandis                                                                  | Howe                        | 4:47    |  |
| Lungime totală:                               | Lungime totală:      | Lungime totală:                                                            | Lungime totală:             | 62:12   |  |

| Electra Heart – iTunes Store deluxe video version (bonus tracks) |                             |                                                                    |                              |         |  |
| Nr.                                                              | Titlu                       | Autor(i)                                                           | Producer(s)                  | Lungime |  |
| 17.                                                              | „How to Be a Heartbreaker”  | Diamandis Gottwald Benjamin Levin Ammar Malik Walter Daniel Omelio | Dr. Luke Cirkut Benny Blanco | 3:41    |  |
| 18.                                                              | „Radioactive” (music video) |                                                                    | Casper Balslev (director)    | 3:48    |  |
| 19.                                                              | „Primadonna” (music video)  |                                                                    | Casper Balslev (director)    | 3:47    |  |
| Lungime totală:                                                  | Lungime totală:             | Lungime totală:                                                    | Lungime totală:              | 73:28   |  |

| Electra Heart – US standard version |                            |                                              |                              |         |  |
| Nr.                                 | Titlu                      | Autor(i)                                     | Producer(s)                  | Lungime |  |
| 1.                                  | „Bubblegum Bitch”          | Diamandis Nowels                             | Nowels Reid                  | 2:34    |  |
| 2.                                  | „Primadonna”               | Diamandis Frost Gottwald Walter              | Dr. Luke Cirkut              | 3:41    |  |
| 3.                                  | „Lies”                     | Diamandis Gottwald Pentz Walter              | Dr. Luke Cirkut Diplo        | 3:46    |  |
| 4.                                  | „Homewrecker”              | Diamandis Nowels                             | Nowels                       | 3:22    |  |
| 5.                                  | „Starring Role”            | Diamandis Kurstin                            | Kurstin                      | 3:27    |  |
| 6.                                  | „The State of Dreaming”    | Diamandis Karaoğlu Nowels                    | Nowels Karaoğlu              | 3:36    |  |
| 7.                                  | „Power & Control”          | Diamandis Angello                            | Kurstin                      | 3:46    |  |
| 8.                                  | „Sex Yeah”                 | Diamandis Kurstin                            | Kurstin                      | 3:46    |  |
| 9.                                  | „Teen Idle”                | Diamandis                                    | Howe                         | 4:14    |  |
| 10.                                 | „Valley of the Dolls”      | Diamandis Karaoğlu Nowels                    | Nowels Karaoğlu              | 4:13    |  |
| 11.                                 | „Hypocrates”               | Diamandis Nowels                             | Nowels Karaoğlu              | 4:01    |  |
| 12.                                 | „How to Be a Heartbreaker” | Diamandis Gottwald Levin Malik Walter Omelio | Dr. Luke Cirkut Benny Blanco | 3:41    |  |
| 13.                                 | „Radioactive”              | Diamandis Eriksen Hermansen Lenssen Narain   | Stargate DJ Chuckie Lenssen  | 3:47    |  |
| 14.                                 | „Fear and Loathing”        | Diamandis                                    | Howe                         | 6:07    |  |
| Lungime totală:                     | Lungime totală:            | Lungime totală:                              | Lungime totală:              | 54:01   |  |

| Electra Heart – iTunes Store US deluxe version (bonus tracks) |                                         |                                 |                           |         |  |
| Nr.                                                           | Titlu                                   | Autor(i)                        | Producer(s)               | Lungime |  |
| 15.                                                           | „Primadonna” (Burns Remix)              | Diamandis Frost Gottwald Walter | Dr. Luke Cirkut Burns     | 4:29    |  |
| 16.                                                           | „Power & Control” (Michael Woods Remix) | Diamandis Angello               | Kurstin Woods             | 6:38    |  |
| 17.                                                           | „Primadonna” (music video)              |                                 | Casper Balslev (director) | 3:47    |  |
| 18.                                                           | „Radioactive” (music video)             |                                 | Casper Balslev (director) | 3:48    |  |
| Lungime totală:                                               | Lungime totală:                         | Lungime totală:                 | Lungime totală:           | 72:43   |  |

## Clasamente
| Clasament (2012)                           | Poziție maximă |
| ------------------------------------------ | -------------- |
| Australia (ARIA)                           | 32             |
| Austria (Ö3)                               | 25             |
| Belgia (Ultratop)                          | 132            |
| Canada (Billboard)                         | 50             |
| Țările de Jos (MegaCharts)                 | 92             |
| Germania (Top 100)                         | 17             |
| Irlanda (IRMA)                             | 1              |
| Noua Zeelandă (RMNZ)                       | 31             |
| Norvegia (VG-lista)                        | 31             |
| Scoția (OCC)                               | 1              |
| Suedia (Sverigetopplistan)                 | 41             |
| Elveția (Schweizer Hitparade)              | 11             |
| Regatul Unit (OCC)                         | 1              |
| Statele Unite ale Americii (Billboard 200) | 31             |
| Regatul Unit (Billboard)                   | 2              |

## Certificări
| Țara         | Companie | Certificații (vânzări) |
| ------------ | -------- | ---------------------- |
| Irlanda      | IRMA     | 7,500                  |
| Regatul Unit | BPI      | 70,000                 |

Note
- reprezintă „disc de argint”;
- reprezintă „disc de platină”;

## Datele lansărilor
| Țară                       | Dată            | Versiune            | Format                  | Casă de discuri  | Ref.   |
| -------------------------- | --------------- | ------------------- | ----------------------- | ---------------- | ------ |
| Irlanda                    | 27 aprilie 2012 | Standard deluxe     | CD Descărcare digitală  | 679 Atlantic     | [ 5 ]  |
| Regatul Unit               | 30 aprilie 2012 | Standard deluxe     | Standard deluxe box set | 679 Atlantic     |        |
| Suedia                     | 2 mai 2012      | Standard deluxe     | Standard deluxe         | Warner Music     | [ 6 ]  |
| Portugalia                 | 6 mai 2012      | Standard deluxe     | Standard deluxe         | Warner Music     | [ 7 ]  |
| Spania                     | 6 mai 2012      | Standard deluxe     | Standard deluxe         | Warner Music     | [ 7 ]  |
| Austria                    | 11 mai 2012     | Standard deluxe     | Standard deluxe         | Warner Music     |        |
| Grecia                     | 14 mai 2012     | Standard deluxe     | Standard deluxe         | Warner Music     |        |
| Rusia                      | 14 mai 2012     | Standard deluxe     | Standard deluxe         | Warner Music     |        |
| Australia                  | 18 mai 2012     | Standard deluxe     | Standard deluxe         | Warner Music     | [ 8 ]  |
| Noua Zeelandă              | 18 mai 2012     | Standard deluxe     | Standard deluxe         | Warner Music     |        |
| Elveția                    | 18 mai 2012     | Standard deluxe     | Standard deluxe         | Warner Music     |        |
| Italia                     | 22 mai 2012     | Standard deluxe     | Standard deluxe         | Warner Music     | [ 9 ]  |
| Germania                   | 25 mai 2012     | Standard deluxe     | Standard deluxe         | Warner Music     | [ 10 ] |
| Țările de Jos              | 25 mai 2012     | Standard deluxe     | Standard deluxe         | Warner Music     | [ 11 ] |
| Polonia                    | 18 iunie 2012   | Standard deluxe     | Standard deluxe         | Warner Music     | [ 12 ] |
| Brazilia                   | 18 iunie 2012   | Digital download    | Standard deluxe         | Warner Music     | [ 13 ] |
| Canada                     | 10 iulie 2012   | CD digital download | Standard deluxe         | Warner Music     | [ 14 ] |
| Statele Unite ale Americii | 10 iulie 2012   | CD digital download | Standard deluxe box set | Atlantic Elektra | [ 15 ] |
| Brazilia                   | 11 iulie 2012   | Standard            | CD                      | Warner Music     |        |